# Ivan Kliun
Ivan Vasilyevich Kliun (em russo:  Иван Васильевич Клюн, 1873 - 1943) foi um pintor, escultor, designer gráfico da vanguarda russa e cuja estética é comum aos movimentos suprematista e construtivista.

## Biografia
Nasceu em 1873 na vila de Bolshie Gorki perto de Moscovo. Em 1881 juntamente com toda a família se mudou para a Ucrânia. Educação artística original em Kiev. Estudou arte na Escola Artística de Penza e entre 1889 e 1890 estudou na escola da Sociedade para o Encorajamento das Artes em Varsóvia. Entre 1890 e 1905 estudou pintura nos estúdios particulares de Il.Mashkov and V.Fisher em Moscovo e entre 1907 e 1914 na Academia das Artes de São Petersburgo.
Entre 1910 e 1914 participou nas exposições do grupo artístico Soyuz Molodyozhi, em conjunto com David Burliuk, Wladimir Burliuk, Kazimir Malevich, Pavel Filonov, Vladimir Tatlin e Yuri Annenkov entre outros. Em 1915 participa em exposições do grupo Eléctrico V, no mesmo ano em que se junta ao grupo Supremus liderado por Malevich. Em 1916 trabalha no Centro do Povo da Cidade de Verbovka a par de artistas suprematistas como Kazimir Malevich, Aleksandra Ekster, Nina Genke, Liubov Popova e Nadezhda Udaltsova.
Entre 1917 e 1921 foi diretor do Departamento Central de Exposições do Departamento de Belas Artes de Narkompros. Entre 1918 e 1921 leccionou na escola VKhUTEMAS em Moscovo. Faleceu na mesma cidade em 1943.